# Єгу
Єгу (івр. יְהוּא) — цар Ізраїльського царства у 841–814 р. до н. е.

## Життєпис
Був сином Йосафата, онуком Німші і, можливо, правнуком Омрі по жіночій лінії. Після поранення в битві з сирійцями царя Йорама, Єлисей при ще живому царі помазав на царство над Ізраїлем Єгу (4Цар 9:6). Єгу служив на півночі Ізраїля командиром військ та був помазаний на царя учнем пророка Єлисея, ще за часів царя Йорама. При підтримці військ йому вдалося повалити династію Омридів.
У 841 до н. е. Йорам спільно з юдейським царем Ахасією зазнає поразки під ґілеадським Рамотом від сирійського царя Газаїла. Йорам повернувся в Єзреел для лікування від ран, та дізнався про помазання Єгу. У протистоянні Йорам утікає. Проте Єгу наздоганяє його і власноруч застрелив з лука (4Цар   9:24). Юдейський цар Ахазія утікає в Самарію, та був там розбитий військами Єгу і смертельно поранений. Він утікає у Меґіддо, де і помирає 4Цар 9:27). За його наказом була скинута зі стіни і розтоптана кіньми Єзавель (4Цар 9:33). Він також наказав убити 70 царевичів з дому Ахава (4Цар 10:7) і знищив в Самарії культ Ваала (4Цар 10:28) та переслідував ідолопоклонство.
При ньому ізраїльтяни зазнали ряд поразок від сирійського царя Газаїла й втратили Башан і Гілеад, землю гадіїв, рувимлян та манассіян (4Цар 10:33). Правив Ізраїлем 28 років (4Цар 10:36).